# Domenico Battaglia
Domenico Battaglia, também conhecido como Dom Mimmo Battaglia (Satriano, 20 de janeiro de 1963), é um cardeal italiano da Igreja Católica, arcebispo de Nápoles desde 12 de dezembro de 2020.

## Biografia
Ele nasceu em Satriano, na província de Catanzaro e na arquidiocese de Catanzaro-Squillace, em 20 de janeiro de 1963.

### Formação e ministério sacerdotal
Realiza seus estudos filosófico-teológicos no Pontifício Seminário Regional São Pio X de Catanzaro.
Em 6 de fevereiro de 1988 foi ordenado sacerdote na igreja de Santa Maria di Altavilla em Satriano pelo Arcebispo Antonio Cantisani.
Foi reitor do seminário escolar de Catanzaro e membro da comissão diocesana "Justiça e Paz" (1989-1992), administrador paroquial de Sant'Elia, pároco de Madonna del Carmine de Catanzaro, diretor do escritório diocesano "Cooperação missionária entre Igrejas", pároco de Satriano (1992-1999). Posteriormente, foi colaborador no santuário de Santa Maria delle Grazie em Torre di Ruggiero, colaborador paroquial em Montepaone Lido e administrador da paróquia de Santa Maria di Altavilla em Satriano.
Durante a sua atividade pastoral na arquidiocese de Catanzaro-Squillace, ele se interessou tanto pelos mais fracos e marginalizados que é chamado de "padre de rua": de 1992 a 2016, de fato, dirige o Centro Calábrico de Solidariedade (uma comunidade dedicada ao tratamento e recuperação de pessoas com dependência de drogas); de 2000 a 2006 foi vice-presidente da Fundação Betania de Catanzaro (obra diocesana assistencial-caritativa); é presidente nacional da Federação Italiana de Comunidades Terapêuticas (2006-2015).
Desde 2008 até 2016, foi cônego do capítulo da Catedral de Catanzaro.

### Ministério episcopal

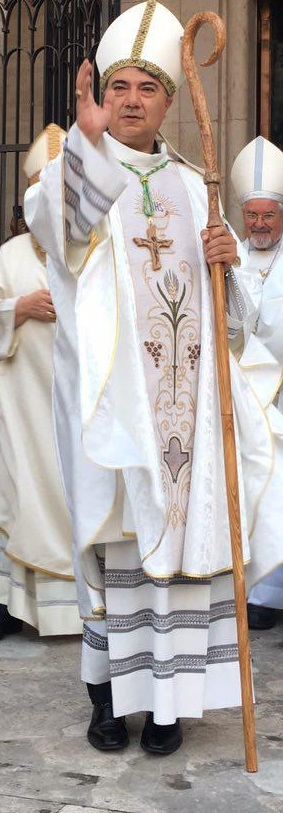
Mons.Battaglia no final da cerimônia de ordenação episcopal, 3 de setembro de 2016.

Em 24 de junho de 2016, o Papa Francisco o nomeia bispo de Cerreto Sannita-Telese-Sant'Agata de 'Goti; sucede Michele De Rosa, que renunciou devido ao limite de idade.
No dia 3 de setembro seguinte recebeu a ordenação episcopal, na catedral de Catanzaro, de Vincenzo Bertolone, S.d.P., arcebispo de Catanzaro-Squillace, coadjuvado por Antonio Cantisani, arcebispo emérito e quem havia lhe ordenado diácono e padre, por Giancarlo Maria Bregantini, também arcebispo emérito, por Michele De Rosa, seu antecessor e por Giancarlo Maria Bregantini, C.S.S., arcebispo de Campobasso-Boiano.
Em 2 de outubro de 2016, depois de ter visitado o instituto penal para menores de Airola, tomou posse da diocese na catedral de Cerreto Sannita.

### Arcebispo de Nápoles
Em 12 de dezembro de 2020, o Papa Francisco o nomeia arcebispo metropolitano de Nápoles; ele sucede ao cardeal Crescenzio Sepe, que renunciou devido aos limites de idade.
No dia 4 de novembro de 2024, o Papa Francisco anunciou, por meio de uma declaração da Sala de Imprensa da Santa Sé, que o criaria cardeal no Consistório de 7 de dezembro de 2024. Recebeu o barrete vermelho, o anel cardinalício e o título de cardeal-presbítero de São Marcos em Agro Laurentino.

## Heráldica
| Brasão | Descrição |
| ------ | --- |
|        | As palavras escolhidas para o lema episcopal referem-se ao Evangelho de Marcos, onde o evangelista narra o encontro de Jesus com Bartimeu, o filho cego de Timeu, que estava sentado na rua a mendigar; quando Jesus passa, ele clama em alta voz, para que o Mestre lhe restaure a vista e quando Jesus pede que seja trazido à sua presença, os que estão perto dele o exortam a se levantar: "Vem, levanta-te, ele te chama!" ("Confie, surja, vocat te!"). |